# قائمة زملاء الجمعية الملكية المنتخبين في 1947
هذه الصفحة تعرض قائمة زملاء الجمعية الملكية المُنتخبين لعام 1947.

## الزملاء
- جون هتشنسون
- إيجون أوروان
- Philip Burton Moon [الإنجليزية]‏
- وليام أركيل
- William Jolly Duncan [الإنجليزية]‏
- كليمنت أتلي
- Meredith Gwynne Evans [الإنجليزية]‏
- إدوارد كونوي
- موريل روبرتسون
- Frederick George Mann [الإنجليزية]‏
- William Sawney Bisat [الإنجليزية]‏

## الأعضاء الأجانب
- بول كارير